# SunExpress
SunExpress je turecká nízkonákladová aerolinie. Založili ji Jens Bischof a Ahmet Fevzi Çalışkan v říjnu 1989. Létat se začalo v dubnu 1990 s charterovou dopravou mezi Antalyou a Frankfurtem. SunExpress byl založen jako společný podnik mezi Turkish Airlines a Lufthansa Group / Condor Flugdienst. V roce 1995 převedla skupina Lufthansa své akcie SunExpress na společnost Condor. V únoru 2007 byly všechny akcie společnosti Condor zpětně převzaty společností Lufthansa Group, jelikož společnost Condor získala společnost Thomas Cook AG (později Thomas Cook Group). SunExpress je tak společným podnikem Turkish Airlines a Lufthansa Group, z nichž každý vlastní 50 procent letecké společnosti.
Po Antalyi SunExpress otevřel svou druhou základnu v İzmiru a začal provozovat vnitrostátní lety v roce 2006. Tím se stal první leteckou společností, která spojila İzmir s anatolskými městy přímými lety. V roce 2001 se také stal první soukromou leteckou společností, která nabídla pravidelné lety Antalya-Frankfurt.
V roce 2011 vznikla německá pobočka SunExpress Deutschland GmbH. Kromě tureckých destinací obsluhuje také - s německou registrací - destinace na Rudém moři a na Nilu v Egyptě, dále Kanárské ostrovy, Varnu a další destinace. Dne 23. června 2020 rozhodli akcionáři o ukončení provozu německé pobočky.